# Kleiner Roßbach
Der Kleine Roßbach ist ein linker Zufluss der Bieber im Main-Kinzig-Kreis im hessischen Spessart.

## Geographie

### Verlauf
Der Kleine Roßbach entspringt südwestlich von Roßbach zwischen dem Gaiersberg (475 m) und dem Lindenberg (465 m). Er fließt in nordöstliche Richtung. In Roßbach mündet er von links in die Bieber.

### Flusssystem Kinzig
- Liste der Fließgewässer im Flusssystem Kinzig (Main)

## Einzelnachweise

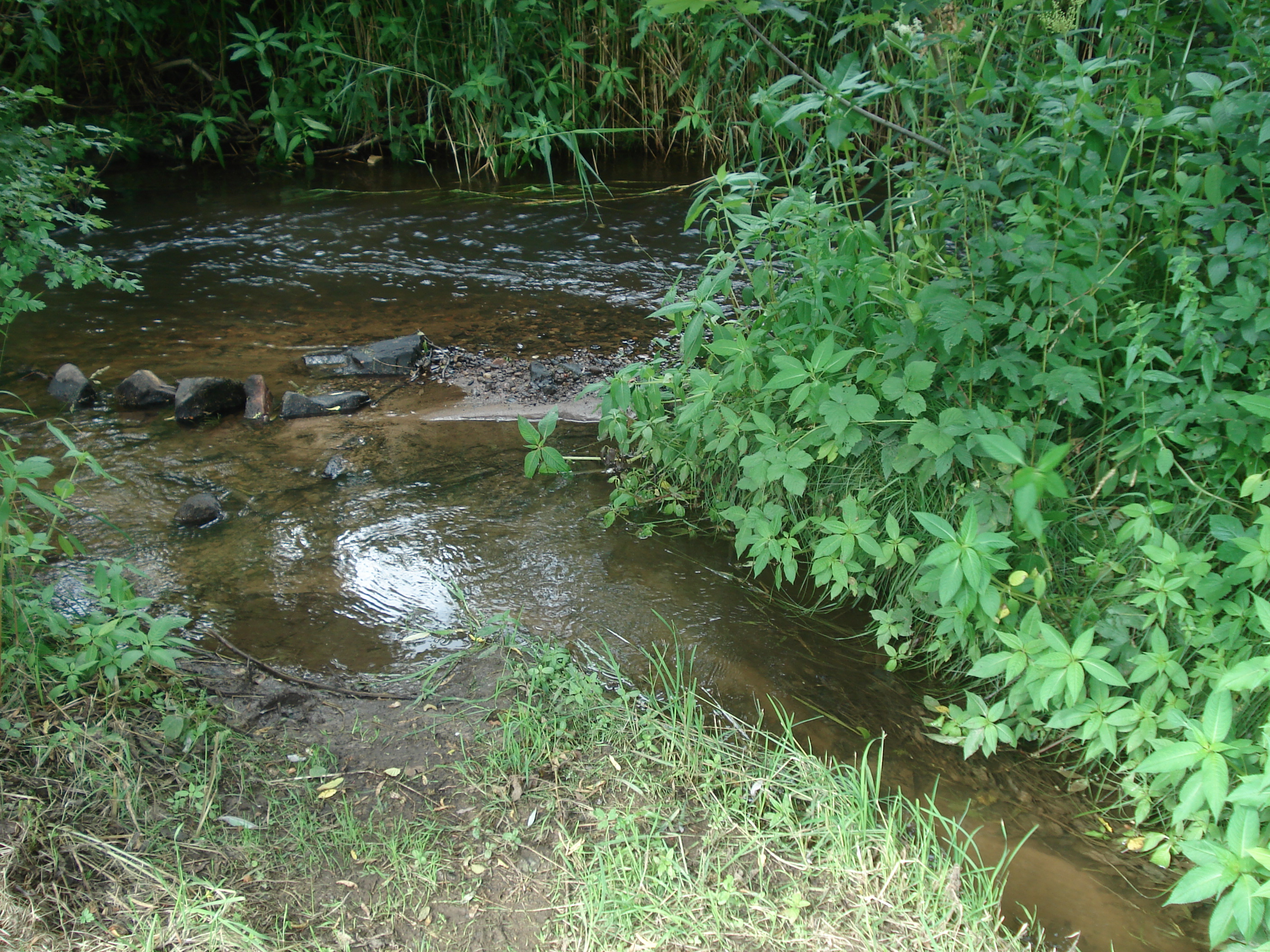
Der Kleine Roßbach (vorne rechts) mündet in die Bieber (von rechts nach links)